# Квебецький університет у Рімускі
Квебе́цький університе́т у Рімускі (фр. Université du Québec à Rimouski вимова: Універсіте́ дю Кебе́к а Рімускі́ — UQÀC) — вищий навчальний заклад, розташований у місті Рімускі (провінція Квебек, Канада). Частина університетської мережі Квебецький університет. Заснований у 1969 році.
В університеті вчиться близько 6 000 студентів.
Діє філіал університету у місті Леві.